# Jean-Claude Luce
Jean-Claude Luce (* 2. August 1981) ist ein französischer Straßenradrennfahrer aus Guadeloupe.
Jean-Claude Luce gewann 2002 eine Etappe bei der Vuelta a la Independencia Nacional. Im nächsten Jahr war er auf einem Teilstück bei der Tour de la Guadeloupe erfolgreich. Auch 2006 und 2007 konnte er wieder eine Etappe bei der Tour de la Guadeloupe gewinnen. Außerdem gewann er 2007 eine Etappe bei der Tour de la Guyane Francaise und konnte so auch die Gesamtwertung für sich entscheiden. In der Saison 2008 gewann er bei der Tour de la Guadeloupe das Mannschaftszeitfahren und eine weitere Etappe. 2009 war er erneut bei einem Teilstück der Vuelta a la Independencia Nacional erfolgreich.

## Erfolge
2002
- eine Etappe Vuelta a la Independencia Nacional

2003
- eine Etappe Tour de la Guadeloupe

2006
- eine Etappe Tour de la Guadeloupe

2007
- eine Etappe Tour de la Guadeloupe

2008
- Mannschaftszeitfahren und eine Etappe Tour de la Guadeloupe

2009
- eine Etappe Vuelta a la Independencia Nacional